# Matteo Ricci
Matteo Ricci (Macerata, 6 oktober 1552 – Peking, 11 mei 1610), in het Chinees Li Madou (vereenvoudigd Chinees: 利玛窦; traditioneel Chinees: 利瑪竇; pinyin: Lì Mǎdòu) was een Italiaanse jezuïet en missionaris. Hij was de grondlegger van de missie van de jezuïeten in China en ontwikkelde een missiestrategie gericht op het accommoderen van daar aanwezige opvattingen en gebruiken in de uitoefening van het christendom daar. Zijn komst in het land betekende een nieuwe introductie van het christendom in China nadat het in de tweede helft van de veertiende eeuw daar verdwenen was.

## Jeugd en opleiding
Ricci werd geboren in een welgesteld gezin. Zijn vader was een rijke arts. Vanaf 1561 bezocht hij een school van de jezuïeten in Macerata. In 1568 vertrok Ricci naar Rome om rechten te studeren. In 1561 (?) brak hij die studie af en besloot zich aan te sluiten bij de Sociëteit van Jezus. De periode van zijn noviciaat bracht hij door op het seminarie dat verbonden was aan het Sant'Andrea al Quirinale. Daarna studeerde hij aan colleges van de jezuïeten in Rome en Florence. Een van zijn docenten was Christoph Clavius van wie Ricci later werk in het Chinees zou vertalen. Een van zijn examinatoren was Alessandro Valignano, de latere  visitator, inspecteur, van de orde van de jezuïeten in de provincie Japan en de viceprovincie China. Valignano zou een grote invloed op het leven en het denken van Matteo Ricci krijgen.
In de zomer van 1577 vertrok Ricci naar Coimbra om Portugees te leren. Hij had toen al enige tijd de wens om als missionaris uitgezonden te worden naar de Indies. Met het begrip Indies werd feitelijk zowel het zuidelijk, zuidoostelijk als oostelijk deel van Azië bedoeld. Zijn verblijf in Portugal had te maken met de  Padroado, de erkenning dat de missie in het grootste deel van de Indies onder het auspiciën van de Portugese kroon viel. De grote meerderheid van in de Indies werkzame missionarissen waren in deze periode Portugese jezuïeten. Niet-Portugese missionarissen dienden ook altijd hun reis in Lissabon aan te vangen. In maart 1578 had hij een onderhoud met koning Sebastiaan I en vertrok die maand naar Goa. Daar studeerde hij theologie en gaf onderwijs in het Grieks en Latijn. Zijn priesterwijding vond in 1580 in Cochin plaats. In 1581 verbleef hij weer in Goa. Hij ontving daar een verzoek van Alessandro Valignano om de missie in China te ontwikkelen en vertrok om die reden naar Macau waar Valignano als inspecteur resideerde.

## Missieposten in China

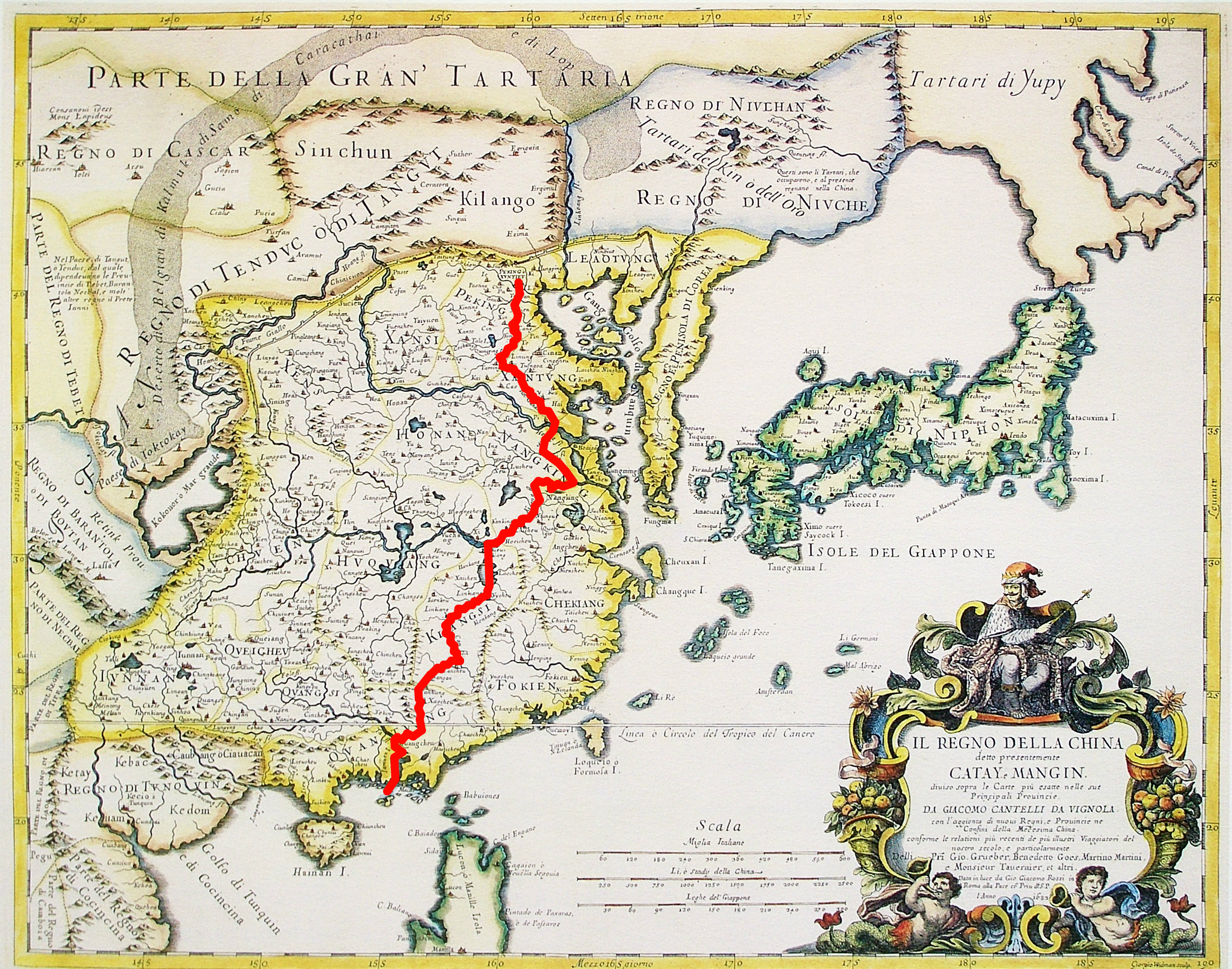
Ricci's reis van Macau naar Beijing

Ricci ontmoette daar Michelle Ruggieri, een eveneens Italiaanse jezuïet die in 1579 in Macau was gearriveerd. Zij studeerden samen Chinees. Ruggieri had eerder al enkele korte reizen gemaakt naar Guangzhou en Zhaoqing en had contacten weten te leggen met de gouverneur-generaal van de provincie Guangdong. In 1583 kregen zij toestemming zich te vestigen in Zhaoqing. In 1588 verliet Ruggieri China en reisde terug naar Rome. Het plan was om aan de paus voor te stellen een ambassadeur naar de Chinese keizer te zenden. Dat zou een instrument zijn voor het verkrijgen van toestemming door de jezuïeten zich in Peking te mogen vestigen. Van dit plan kwam niets terecht en Ruggieri keerde ook niet terug naar China. Ricci verbleef vanaf 1589 in Shaoyang, vanaf 1595 in Nanchang en vanaf 1599 in Nanjing. In deze plaatsen werd ook een missiepost gevestigd en een kerk gebouwd. In 1601 kreeg Ricci uiteindelijk toestemming zich in Peking te vestigen.

## Ontwikkeling van de missiestrategie

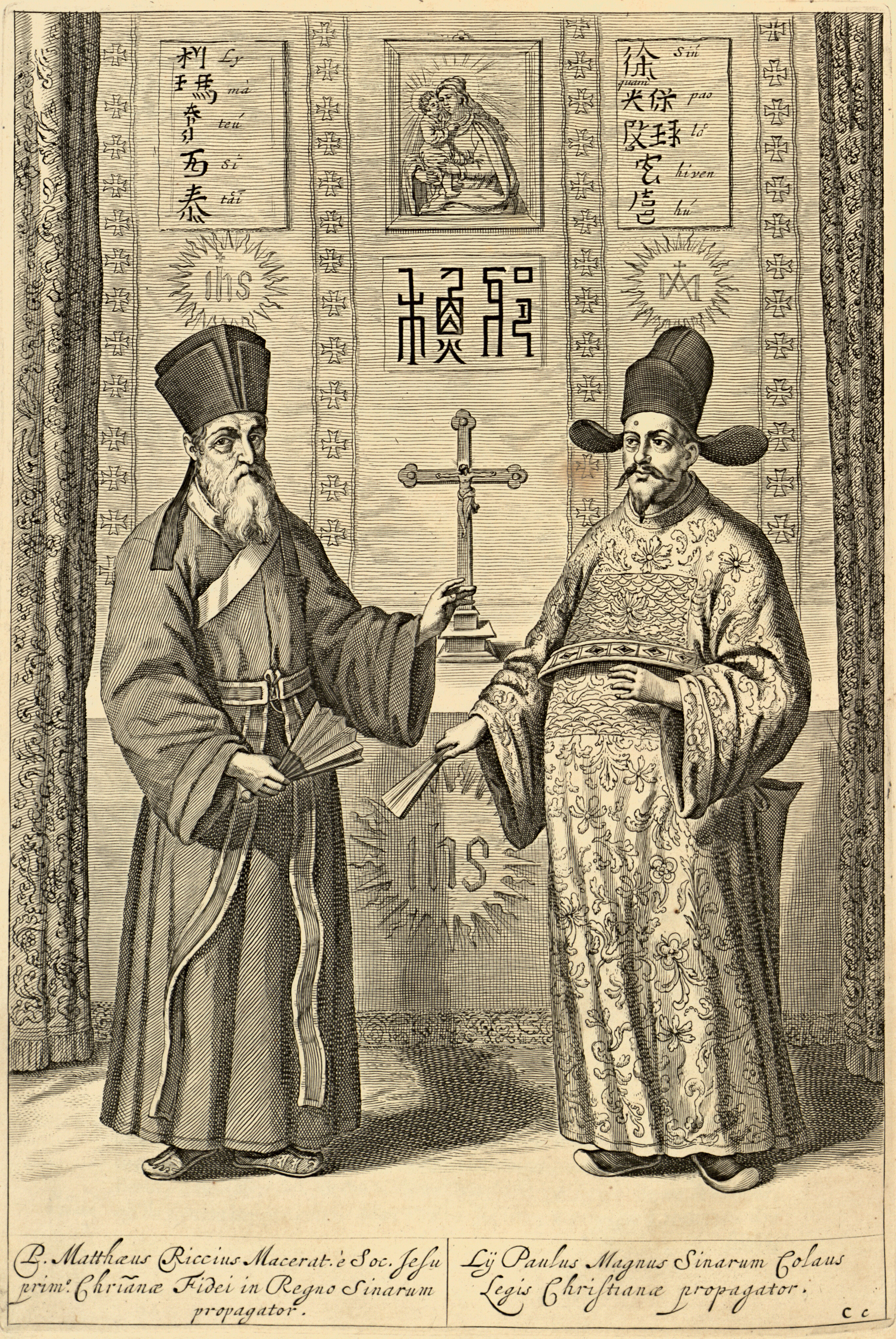
Matteo Ricci met de wiskundige Xu Guangqi, een van de weinige Chinese bekeerden uit de elite, met wie hij de Elementen van Euclides in het Chinees vertaalde

In  Zhaoqing waren Ricci en Ruggieri tot de conclusie gekomen dat het dragen van het gebruikelijke habijt van de  jezuïeten met name door de geletterde elite gezien werd als een dracht van barbaren. Zij hadden die daar vervangen door de kledij van boeddhistische monniken. Het duurde enige tijd voordat Ricci zich realiseerde dat die elite ook nauwelijks enige waardering voor het boeddhisme had. In 1594 besloot Ricci dan ook de kledij van de Chinese literati te gaan dragen.
Dat was het begin van het beleid gericht op het adopteren van de leefstijl en etiquette van de geletterde Chinese elite, waarvan een groot deel had deel genomen aan het Chinees examenstelsel. Die ontwikkeling werd gestimuleerd door Alessandro Valignano, die als inspecteur van de orde toen nog zijn superieur was. Valignano had zich vooral gericht op de ontwikkeling van de missie van de jezuïeten in Japan. Eind zestiende  eeuw was dat het meest prestigieuze project van de orde. Enkele decennia van missiewerk in Japan hadden ongeveer 150.000 bekeringen als resultaat gehad. Valignano was overtuigd dat dit succes vooral te danken was aan het accommoderen van daar aanwezige opvattingen en gebruiken in de uitoefening van het christendom daar. Hij moedigde Ricci dan ook aan een dergelijke strategie ook voor China te ontwikkelen. 

Wereldkaart uit 1602 van Ricci

Andere pijlers van de door Ricci uiteindelijk ontwikkelde strategie waren. 
- Er was sprake van een strategie voor bekering die aan de top van de samenleving begon. De jezuïeten richtten zich op de geletterde elite. De gedachte daarachter was dat als deze bekeerd was grotere delen van de rest van de bevolking dit voorbeeld zouden volgen.

- Er was sprake van een meer indirecte poging tot verbreiding van het geloof door het gebruik van Europese technologie en wetenschap om de aandacht te krijgen van intellectuele Chinezen. De belangrijkste terreinen waren astronomie, mathematica en cartografie. In de periode na Ricci werkten jezuïeten  aan het Astronomisch Bureau in Peking, waar zij publiceerden over de kalenderrekening.
- Een tolerantie ten opzichte van bepaalde Chinese opvattingen en waarden. Het belangrijkste deel van die tolerantie lag in in hun opvatting, dat de verering van Confucius  en voorouderverering meer in het algemeen een Chinese cultureel gebruik, een rite, die niet strijdig was met het christendom. Dit was zeer diep ingebed in de structuur van de Chinese samenleving door de aanwezigheid in iedere stad en dorp van aan Confucius gewijde tempels en door het onder meer uitvoeren van prosternatie, branden van wierook en het serveren van voedsel voor overledenen bij het graf en het huisaltaar. Matteo Ricci definieerde deze rituelen niet als afgoderij en niet als religieus, maar als een maatschappelijk en cultureel verschijnsel. Zijn opvatting was dat deze riten en de uitvoering daarvan in feite individuele activiteiten waren die los stonden van de gehele omgeving van bijgeloof. Met name dit onderdeel werd  onderwerp van de latere  ritenstrijd.

De missie in Japan had voor een Latijnse transliteratie gekozen voor het benoemen van de christelijke kernbegrippen. God was in Japan  Deusu, christelijke zaken en soms ook personen werden daar aangeduid met Kirishitan. Ricci koos voor bestaande termen uit de canon van het confucianisme. De christelijke god werd benoemd als Shangdi (hoogste heer) of  Tianzhu, de hemel was tian, maar ook dat werd wel voor God gebruikt, de engelen waren Tianshen . Na het overlijden van Ricci ontstonden binnen en later ook buiten de jezuïeten hevige discussies over de vraag of deze termen wel of niet voldoende theïstische en vooral monotheïstische relevantie hadden. Ook deze Terminologie-kwestie werd een onderdeel van de ritenstrijd.

## Ricci als auteur

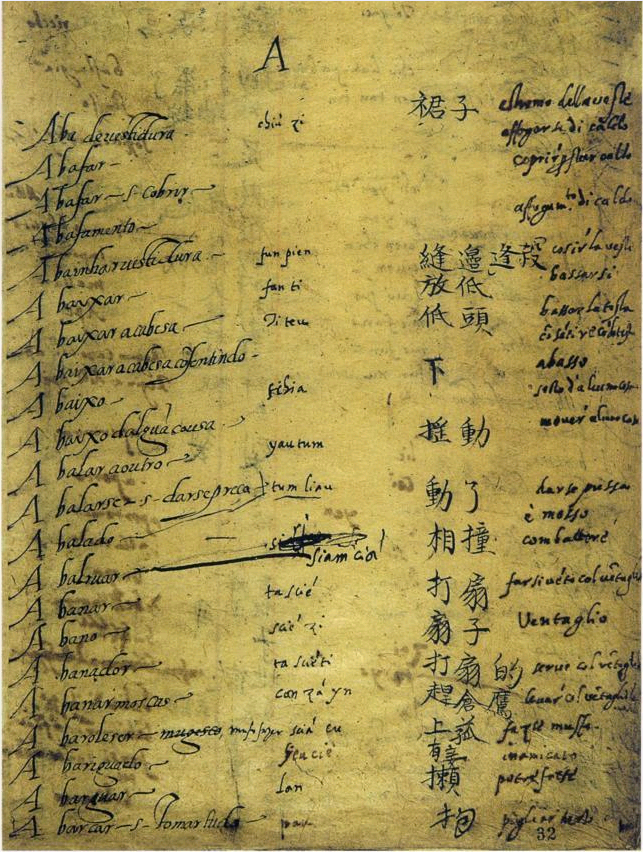
Pagina uit het eerste,samen met Ruggieri samengestelde Chinees-Portugees woordenboek

Ricci had nog samen met Ruggieri het eerste Chinees-Portugese woordenboek samengesteld. Verbeterde versies zijn later door Ricci gemaakt waarin nu ook aandacht was voor de consequenties van  veranderingen in de toonhoogte bij het uitspreken van dezelfde lettergreep. 
Ricci schreef een aantal werken in het Chinees. De  Ware betekenis van de Heer van de Hemel  is een samenvatting van de christelijke doctrine in de vorm van een dialoog tussen een christelijke en Chinese geleerde. In 1595 had hij voor iemand uit een zijtak van de keizerlijke familie van de Ming-dynastie een werk geschreven met de titel Over Vriendschap. In een meer uitgebreide versie liet Ricci dit in 1601 herdrukken. Het werk bestond voor een aanzienlijk deel uit citaten over het onderwerp van auteurs als Cicero, Plutarchus en ook Erasmus. Het werd onder de Chinese elite van zijn tijd  het meest gelezen werk van Ricci.
Samen met een van de  bekeerden uit de elite werden de eerste zes boeken van de Elementen van Euclides vertaald alsmede het commentaar daarop van zijn vroegere leermeester Christoph Clavius.
Al in 1584 had Ricci een kaart van de wereld getekend. Een Chinese bezoeker had die kaart – zonder instemming van Ricci - gekopieerd en in grote aantallen laten drukken. Ricci werkte daarna aan een meer gedetailleerde en verbeterde kaart, die hij in 1602 liet drukken. Het was de eerste kaart in China die de werelddelen Noord-Amerika en Zuid-Amerika toonde.
Ricci herordende in de twee jaar voor zijn overlijden zijn aantekeningen. Die werden na zijn dood vanuit het Italiaans in het Latijn vertaald door Nicolas Trigault en voor het eerst in 1615 in Augsburg uitgegeven onder de titel  De Christiana expeditione apud Sinas suscepta ab Societate Jesu (Over de christelijke missie onder de Chinezen door de Sociëteit van Jezus). Het was het eerste boek in Europa over China, geschreven  door iemand die ook lange tijd in China had gewoond en gewerkt. Het had in enkele decennia zestien herdrukken en werd in meerdere Europese talen vertaald.

## Bekeringen

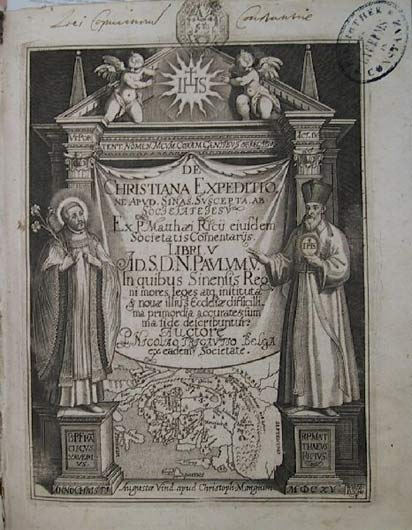
Titelblad van de uitgave in 1615 van De Christiana expeditione apud Sinas suscepta ab Societate Jesu

Er was in de periode van Ricci een grote interesse bij een relatief groot deel van de Chinese elite in nieuwe inzichten op het terrein van astronomie, mathematica en cartografie. Uit de aantekeningen van Ricci blijkt dat hij in Peking vrijwel dagelijks drie maal dineerde met leden van die elite, die hem wensten te ontmoeten. Op een aantal  – wel veel beschreven –  uitzonderingen na leidde dat echter nauwelijks tot reële bekeringen onder de elite.
In de periode van vestiging in Zhaoqing van 1583 tot 1590 waren er in de missiepost slechts twee Europese jezuïeten aanwezig, twee Chinese novicen en ongeveer acht bedienden. Het gemiddeld aantal bekeerden in die periode was jaarlijks ongeveer vijftien, waarvan de meerderheid oud en ziek. Het aantal gedoopte personen was hoger, maar ook de jezuïeten erkenden dat de overgrote meerderheid van hen kinderen waren die op het punt stonden te overlijden.
In 1590 werd de missiepost in Zhaoqing gesloten. Het aantal bekeringen groeide iets in de periode dat er vanaf 1601 vier missieposten waren in  Shaoyang, Nanchang, Nanjing en Peking. Bij het overlijden van Ricci in 1610 waren er zestien jezuïeten in China aanwezig en ongeveer 2500 bekeerden. Een grote meerderheid daarvan werd in de verslagen van de jezuïeten zelf beschreven als pauperes (mensen met weinig of geen bezit). Dit feit bleef gedurende de gehele periode van de  missie van de jezuïeten in China tot in de achttiende eeuw onveranderd.
- Bibsys: 90101722
- Biblioteca Nacional de Chile: 000093903
- Biblioteca Nacional de España: XX1143200
- Bibliothèque nationale de France: cb11921821p (data)
- Catàleg d'autoritats de noms i títols de Catalunya: 981058529310706706
- CiNii: DA00421789
- Gemeinsame Normdatei: 118600222
- International Standard Name Identifier: 0000 0001 2138 3926
- Library of Congress Control Number: n81005150
- Bibliotheek van het Japanse parlement: 00454094
- Nationale Bibliotheek van Tsjechië: kup20030000082515
- Nationale bibliotheek van Australië: 35789859
- Nationale Bibliotheek van Israël: 987007270915605171
- Nationale Bibliotheek van Polen: a0000001700363
- Nationale en Universitaire bibliotheek Zagreb: 000744733
- Nederlandse Thesaurus van Auteursnamen: 07015158X
- Réseau des bibliothèques de Suisse occidentale: 02-A003742838
- Istituto Centrale per il Catalogo Unico: RAVV108829
- LIBRIS: 271981
- SNAC: w64v07z4
- Système universitaire de documentation: 02709829X
- Trove: 1088863
- Virtual International Authority File: 69722279
- WorldCat: E39PBJqvTrBH373xGkffmR7GpP